# Iakov Slepenkov
Iakov Zakharovitch Slepenkov (en russe : Яков Захарович Слепенков) est un aviateur soviétique, né le 11 novembre 1910 et décédé le 13 août 1968. Pilote de chasse et as de la Seconde Guerre mondiale, il fut distingué par le titre de Héros de l'Union soviétique.

## Carrière
Iakov Slepenkov est né le 11 novembre 1910 dans le village de Cheliakov, dans l'actuelle oblast de Pskov. Il s'engagea, à 18 ans, dans l'Armée rouge et suivit, quelques mois plus tard, les cours du collège militaire de l'Air de Katcha, en Crimée. En 1930, après avoir obtenu son brevet de pilote, il opta pour la Force aérienne de la Marine. En 1939, il fut diplômé de l'Académie de l'Air et, en décembre de la même année, il connut le baptême du feu, lors des combats contre la Finlande durant la Guerre d'Hiver.
Capitaine de frégate (naval podpolkovnik) en 1941, et commandant du 21e (régiment de chasse aérien de la flotte de la Baltique (21.IAP-KBF), il prit part, dès le début de l'invasion allemande de l'Union soviétique, aux combats du front de Léningrad. Dès octobre 1942, il était titulaire de 9 victoires, toutes obtenues au cours de 90 mission de combat aux commandes d'un Yak-1. Il poursuivit la guerre dans la région de la Baltique.
À l'issue de celle-ci il poursuivit sa carrière militaire au sein de l'aéronavale, prenant sa retraite en tant que général de division (general-major) en 1961. Il est décédé, le 13 août 1968, à Riga.

## Palmarès et décorations

### Tableau de chasse
Iakov Slepenkov est crédité de 11 victoires homologuées.

### Décorations
- Héros de l'Union soviétique le 22 février 1943 (médaille no 868) ;
- Deux fois titulaire de l'ordre de Lénine ;
- Six fois titulaire de l'ordre du Drapeau rouge ;
- Ordre de Souvorov de 3e classe ;
- Ordre de l'Étoile rouge.